# 中国铁甲舰列表

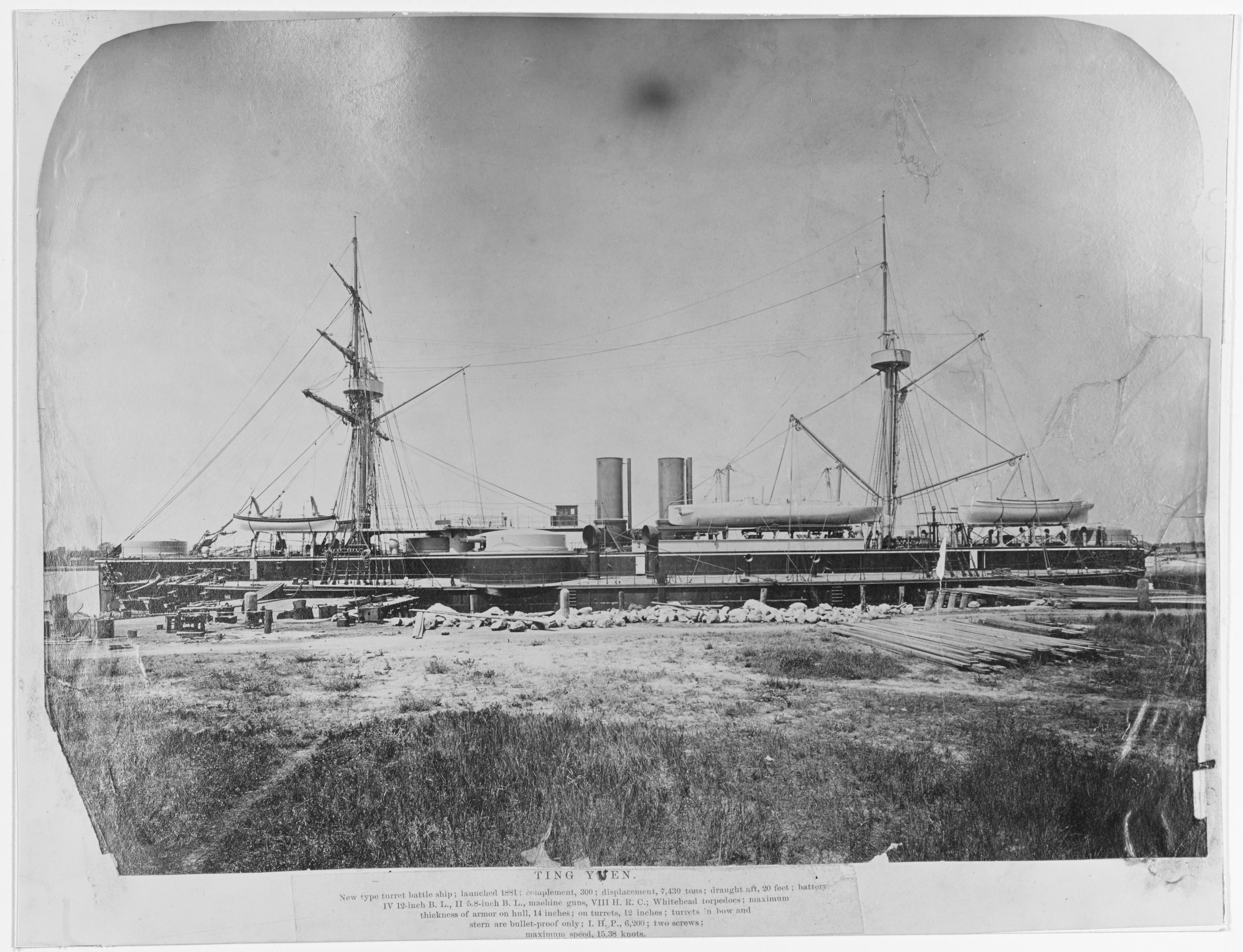
1883年至1885年间的“定远”号铁甲舰

中国铁甲舰名录收录自19世纪清朝筹建新式海军后，所有曾在大中华区政权下服役或者计划订购的各种类型铁甲舰。这其中包括向海外订造的舰只以及国内造船厂自行设计建造的舰只。这些铁甲舰都曾在新式海军中服役。
1875年，江南制造局仿照当时英国的伦道尔炮舰并加装装甲，建造出了世界上第一艘装设有水线装甲带的蚊子船“金瓯”号。该舰由于重炮和装甲俱有，也被划分为岸防铁甲舰。洋务运动开始后，为了弥补海军战力的不足，清政府向海外建造商订购了一批新式军舰。这其中就包括了从德国订购、以当时最先进的“萨克森”号、“英弗莱息白”号铁甲舰等为蓝本设计建造的定远级铁甲舰：“定远”号和“镇远”号。中法战争后，为了重建几乎全灭的福建水师，在慈禧太后的支持下福州船政仿照法国黄泉级近海防御铁甲舰建成了中国自行设计建造的第一艘全钢甲军舰“平远”号。
定远级两舰建成并回到中国后，一度成为远东地区威力最强的水面舰只。中日甲午战争期间，“定远”号为避免被俘而选择自爆沉没，“镇远”号和“平远”号则最终被日军俘获并收编。“金瓯”号则很有可能最终在民国初年被拆解。
| 建造者   | 舰只的建造者的名称以及建造时的所在地                 |
| 主炮     | 主炮的数量和类型                                     |
| 装甲     | 水线装甲带的最大厚度                                 |
| 排水量   | 战斗状态下满载排水量                                 |
| 推进器   | 传动轴的数量，推进系统的类型、可提供的最高航速和功率 |
| 成本     | 购买或者建造舰艇的费用                               |
| 服役     | 舰只开建和结束建造的日期以及其最终结局               |
| 开建日期 | 开始安放龙骨的日期                                   |
| 下水日期 | 舰只下水的日期                                       |
| 交付日期 | 舰只完成建造、交付使用的日期                         |
| 结局     | 舰只最终结局（例如沉没、拆解）                       |

## 概述
进入蒸汽化时代后，铁甲舰成为了海上军事领域的主力舰只。这种舰型以装备有大型火炮和厚重装甲而得名。
作为江南制造局建造的第一艘铁甲炮艇，“金瓯”号在作为蚊子船的同时也因兼具装甲重炮而在部分资料中被划分为岸防铁甲舰。该舰最终的结局不明，推测在民国初年被拆解。
福建水师在中法战争中几乎全灭。为了重建东南沿海的海防力量，新上任船政大臣裴荫森主持自行建造了一艘近海防御铁甲舰。这艘参考自法国黄泉级近海防御铁甲舰的军舰，再几次变更后最终定名为“平远”号。该舰也代表了19世纪80年代中国造船工业的顶峰。甲午战争结束后，“平远”号被日军俘获并以原名重新编入日本海军继续服役。
依照不同的文献和书籍的记载，同一舰只的分类有所不同；在不同的时期，同一舰只以其用途分类也有所变化。其中定远级在被分类为铁甲舰的同时，也会被归类为微型战列舰。“金瓯”号在被分类为近海防御铁甲舰或者岸防铁甲舰的同时，也有资料将其划为装甲蚊子船或者铁甲炮艇。“平远”号在被分类为近海防御铁甲舰的同时，也有资料将其归类为海防巡洋舰、装甲巡洋舰或者写作钢壳巡洋舰。

## 一等铁甲舰

### 定远级

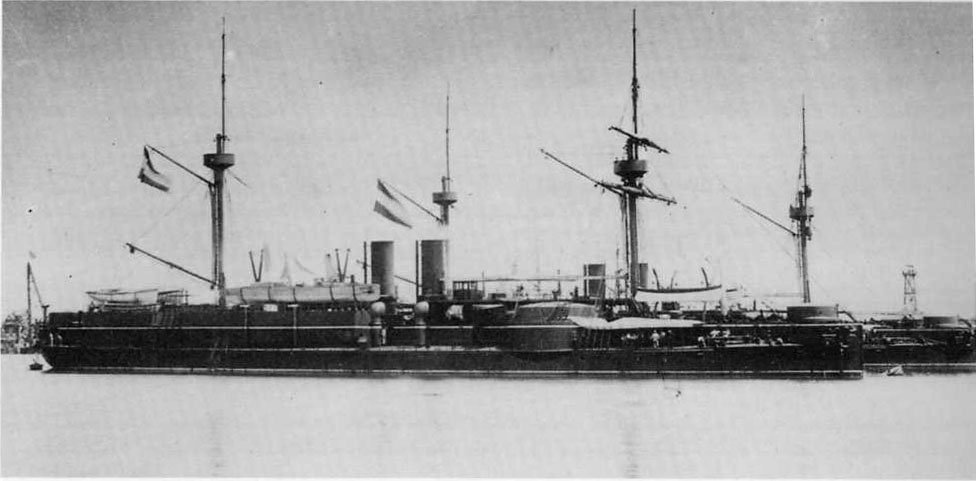
1885年准备从建造地启程前往天津的“定远”号和“镇远”号

洋务运动开始后，清政府开始购买先进舰只武装自身。面对作为假想对手的日本海军的不断扩张，李鸿章等人开始呼吁购买大型铁甲舰。历经向英国购买土耳其铁甲舰失败后，时任驻德公使李凤苞最终与德国伏尔铿接洽，并使后者最终获得了订单。定远级建造时，世界上最先进的装甲是英国研制的复合装甲。在得知德国方面得到了来自中国的订单后，英国政府禁止将装甲出口给德国。为此，德国方面通过反复试验研制出了自己的装甲并安装到定远级上，此为德国建造等最早采用复合装甲的军舰。装甲被敷设在除舰首舰尾以外的舰体部位。由于中法战争的爆发，为了保持中立的德国延迟了两舰的交付。直到1885年10月，两舰才回到中国。
两舰回到中国后被编入北洋水师，“定远”号为旗舰，“镇远”号为主力舰。1886年8月，两舰率队出访日本的东京和长崎，从而引发了日本想要击沉两舰的想法。在1894年9月的黄海海战中，两舰成为日军的重点打击对象。但由于舰体坚固而并未失去战斗力，反而因弹药匮乏而无法发挥打击能力。期间，“镇远”号击退了日本舰队旗舰“松岛”号。在之后的威海卫保卫战中，“定远”号在1895年2月4日被日军鱼雷艇击伤而搁浅。同月9日在管带刘步蟾下令下自爆坐沉于港内，之后被日军彻底拆散并带走了部分设备。“镇远”号在此战中被日军俘获。之后该舰以原名被编入日本舰队，成为日本海军第一艘铁甲战列舰。“镇远”号最终在1912年被拆解，部分零件在1947年由招商局接回中国，后存入中国人民革命军事博物馆。
| 舰名                   | 建造者           | 主炮                       | 装甲                | 排水量                 | 推进器 | 成本          | 服役          | 服役           | 服役          | 服役                                                |
| 舰名                   | 建造者           | 主炮                       | 装甲                | 排水量                 | 推进器 | 成本          | 开建日期      | 下水日期       | 交付日期      | 结局                                                |
| ---------------------- | ---------------- | -------------------------- | ------------------- | ---------------------- | --- | ------------- | ------------- | -------------- | ------------- | --------------------------------------------------- |
| “定远”号 （Ting Yuen） | 德国伏尔锵造船厂 | 2座305（12英寸）双联装舰炮 | 76（3英寸）（甲板） | 7,670公噸（7,549長噸） | 2具螺旋桨，8座圆式燃煤锅炉驱动2台卧式三缸三胀蒸汽机，14.5節（26.9每小時；16.7英里每小時），6,200匹指示馬力（4,600千瓦特） | 620万帝国马克 | 1881年3月31日 | 1881年12月28日 | 1885年11月8日 | 1895年2月9日自爆沉没                                |
| “镇远”号 （Chen Yuen） | 德国伏尔锵造船厂 | 2座305（12英寸）双联装舰炮 | 76（3英寸）（甲板） | 7,670公噸（7,549長噸） | 2具螺旋桨，8座圆式燃煤锅炉驱动2台卧式三缸三胀蒸汽机，15.4節（28.5每小時；17.7英里每小時），7,200匹指示馬力（5,400千瓦特） | 620万帝国马克 | 1882年        | 1882年11月28日 | 1885年11月8日 | 1894年11月14日触礁，被日军俘获后收编，1912年4月拆解 |

## 近海防御铁甲舰

### “金瓯”号

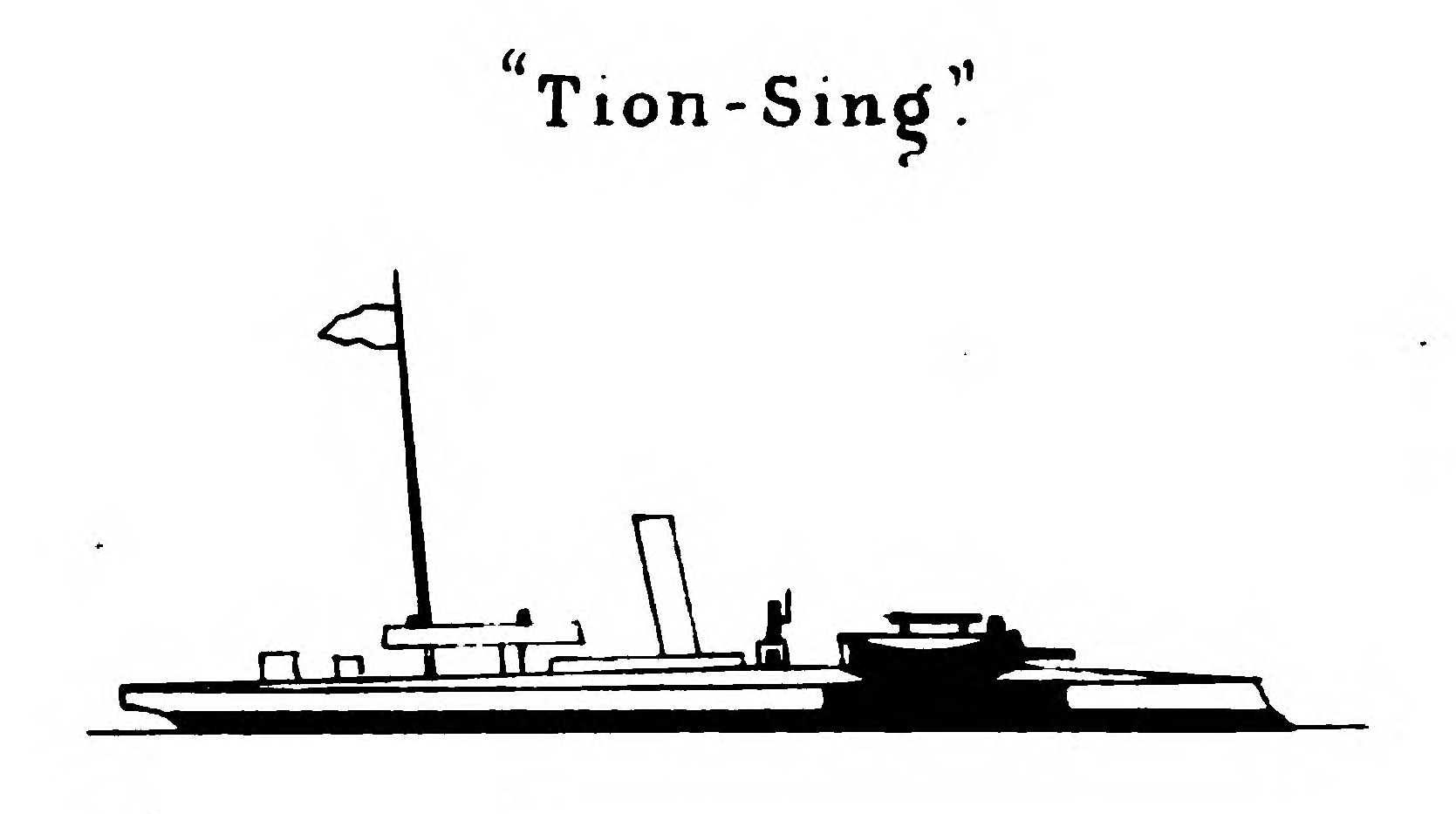
《海军年鉴》中的“金瓯”号线图。

1874年日本侵攻台湾，船政大臣沈葆桢率领“扬武”号、“安澜”号和“飞云”号三舰前往。之后清政府在并无劣势的情况下为平息事端而向日方赔付了50万两白银后，日本开始向英国订购新式军舰。与此相竞争，清政府在向外国船厂购买军舰的同时，也从国内订购新式舰只。其中就包含了从江南制造总局订购的自建铁甲炮舰“金瓯”号。
“金瓯”号是江南制造局为南洋水师建造的第一艘铁甲炮舰。该舰参照当时英国出现的伦道尔式炮艇（清朝方面称为“蚊子船”），舰艏装设有撞角，全身以铁铆接工艺建造。由于创新性的将铁甲加装在蚊子船上的设计方案，本舰也成为了世界海军史上首艘装甲蚊子船。本舰的舰载主要武装与伦道尔式不同，为装置在舰首装甲堡中的1门170毫米口径后膛装填克虏伯炮。该炮被放置在旋转台内，炮口可升降也可左右调节以发射128磅开花弹。设计上，本舰额定人员编制为53名。虽然本舰成功采用了大量先进技术，但由于当时中国总体工业水平不高，产品稳定性较低，后续自建大型铁甲舰的计划也并未继续展开。
1874年，“金瓯”号在保密状态下开工建造。原计划在1875年9月1日下水，但因天气和技术原因失败，最终于9月15日成功下水。在建造过程中，本舰仅被赋予厂内生产编号为第7号，直到1877年12月才由沈葆桢正式定名为“金瓯”号。因此在西方资料中被记录为“Tiong Sing”或者“Tion Sing”。
本舰建成后被划归为南洋水师并驻防在长江下游。尽管设计上较为先进，本舰由于舰体过小而在运用中不被重视。且因主炮射界较为有限，实际炮击中需要不断调整舰首朝向，更近一步降低了设计实用性。1892年，“金瓯”号被时任两江总督刘坤一调驻湖北。1909年南北洋水师合并后，本舰又被划入新成立的长江舰队。民国建立后“金瓯”号在安徽服役，暂无准确的后续记录，推测被拆解。有来源推测其于1914年除役，也有来源指其在1925年前后仍旧在服役中。
| 舰名     | 建造者         | 主炮                | 装甲        | 排水量                     | 推进器                                                                                        | 成本         | 服役     | 服役          | 服役     | 服役                                     |
| 舰名     | 建造者         | 主炮                | 装甲        | 排水量                     | 推进器                                                                                        | 成本         | 开建日期 | 下水日期      | 交付日期 | 结局                                     |
| -------- | -------------- | ------------------- | ----------- | -------------------------- | --------------------------------------------------------------------------------------------- | ------------ | -------- | ------------- | -------- | ---------------------------------------- |
| “金瓯”号 | 大清江南制造局 | 1门170（7英寸）舰炮 | 70（3英寸） | 250公噸（246長噸）（载重） | 2轴，1台立式蒸汽机，驱动2具康邦机，10節（19每小時；12英里每小時），200匹指示馬力（149千瓦特） | 6.26万两白银 | 1874年   | 1875年9月17日 | 1876年   | 不详，可能在民国初年被拆解了“1914年除役” |

### “平远”号

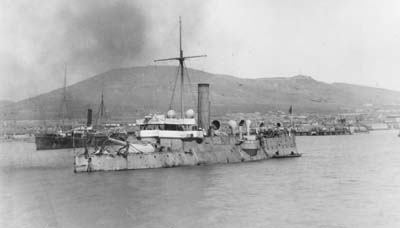
已被日军俘获，停泊在刘公岛码头的“平远”号。

马江海战后，为了重建几乎全灭的福建水师，新任船政大臣裴荫森向清政府申请自行建造铁甲舰。原计划建造3艘，在慈禧太后的支持下最终获准建造1艘。1886年该舰舰体由福州船政的魏瀚、郑清濂等人设计监造，轮机部分则由陈兆翱等人在船政内部自行督造。作为中国自行设计建造的第一艘全钢甲军舰，“平远”号的设计方参考了法国黄泉级近海防御铁甲舰“柯袭德”号、“士迪克十”号和“飞礼则唐”号三艘岸防铁甲舰的设计。
本舰以1门260毫米可以随旋台调整方向的舰炮为前主炮。在两舷的耳台内还各装备有1门150毫米钢箍套炮。此外，该舰没有装备大口径的尾炮。与原型相比，本舰的主尺寸相当但排水量更大。在装甲设计上，该舰采用双层钢底设计，并在全舰四周装设水线装甲带，建造用材料大部分都购买自法国。虽然防御能力较强，但由于船型依然是参考自蚊子船，造成了整体机动性不佳、航速较慢的状况。该舰在船政开建时编号为第29号，建成后舰名为“龙威”号。

甫建成后，本舰先服役于福建水师，后被调拨给北洋海军，但所有权归属南洋水师。经李鸿章意见更名为“驭远”号，因与南洋水师巡洋舰重名，之后改名为“平远”号。1894年，随着甲午战争的爆发，“平远”号参加了对鸭绿江护送运兵船的任务。9月17日，该舰与“广丙”号抵达战场，与日军旗舰“松岛”号发动进攻。之后因中弹而被迫退出战斗。第二年2月在刘公岛战役后，“平远”号被俘并编入日本海军，成为一艘日军一等炮舰。1904年在日俄战争中触雷沉没于渤海铁岛以西1.5海里处。
| 舰名                  | 建造者       | 主炮                     | 装甲                         | 排水量                 | 推进器 | 成本         | 服役          | 服役          | 服役          | 服役 |
| 舰名                  | 建造者       | 主炮                     | 装甲                         | 排水量                 | 推进器 | 成本         | 开建日期      | 下水日期      | 交付日期      | 结局 |
| --------------------- | ------------ | ------------------------ | ---------------------------- | ---------------------- | --- | ------------ | ------------- | ------------- | ------------- | --- |
| “平远”号 （“龙威”号） | 大清福州船政 | 1门260（10英寸）克虏伯炮 | 203（8英寸）（弹药舱、锅炉） | 2,640公噸（2,598長噸） | 2具螺旋桨，4座圆型高式双门燃煤锅炉驱动2台复合式康邦省煤蒸汽机，10.5節（19.4每小時；12.1英里每小時），2,400匹指示馬力（1,790千瓦特） | 52.4万两白银 | 1886年12月7日 | 1888年1月29日 | 1889年9月28日 | 1895年2月17日，向日军投降，后被作为炮舰编入日本舰队，1904年9月18日在日俄战争中触雷沉没于渤海铁岛以西1.5海里处 |

## 脚注

### 引文
1. ↑  布鲁斯·泰勒 2021，第5頁
2. 1 2 3  陈悦 2015，第24頁
3. ↑  Gröner，第ix頁
4. 1 2  陈悦 2015，第21頁
5. 1 2 3 4 5 6 7 8  张恩东 2018，第298頁
6. 1 2 3 4 5 6 7 8 9 10 11 12 13  陈悦 2015，第34頁
7. 1 2  韩俊英 1997，第89頁
8. 1 2 3 4 5  陈悦 2015，第36頁
9. ↑  谢宇 2004，第109頁
10. ↑  刘传标 2011，第181頁
11. 1 2 3 4  汪丛勇 2008，第56頁
12. ↑  李孝悌 & 陈学然 2017，第222頁
13. 1 2 3 4  《中国舰艇工业历史资料丛书》编辑部 1994，第922頁
14. ↑  陈悦 2015，第32頁
15. ↑  田树珍 2020，第76頁
16. 1 2  中国海军百科全书编审委员会 1998，第1400頁
17. ↑  徐平, 胡珺 & 李强 2015，第294頁
18. ↑  布鲁斯·泰勒 2021，第6頁
19. 1 2  陈悦 2015，第24頁.
20. ↑  陈悦 2009，第60-63頁.
21. 1 2 3 4  李峰 2021，第232頁.
22. ↑  徐平, 胡珺 & 李强 2015，第281頁.
23. ↑  徐平, 胡珺 & 李强 2015，第281、284頁.
24. ↑  谢波 & 刘守华 2014，第21頁
25. 1 2 3 4  徐平, 胡珺 & 李强 2015，第282頁.
26. 1 2 3 4  徐平, 胡珺 & 李强 2015，第285頁.
27. ↑  徐平, 胡珺 & 李强 2015，第282-283頁.
28. 1 2 3 4 5 6 7 8 9 10 11 12 13 14  陈悦 2015，第22頁
29. 1 2  张恩东 2018，第295頁
30. 1 2  布鲁斯·泰勒 2021，第2頁
31. 1 2  陈悦 2015，第26頁
32. 1 2  陈悦 2011，第340頁
33. 1 2  汪丛勇 2008，第56-57頁
34. 1 2  王鼎杰 2016，第104頁
35. ↑  王鼎杰 2016，第104-105頁
36. 1 2 3 4 5 6 7  陈悦 2015，第109頁
37. 1 2 3  刘传标 2011，第180頁
38. ↑  朱新轩, 王顺义 & 陈敬全 2015，第24頁
39. ↑  《中国舰艇工业历史资料丛书》编辑部 1994，第922-923頁
40. 1 2  李孝悌 & 陈学然 2017，第225-226頁
41. 1 2 3 4  刘传标 2011，第182頁
42. ↑  汪丛勇 2008，第57頁
43. 1 2  《中国舰艇工业历史资料丛书》编辑部 1994，第929頁
44. 1 2 3  陈悦 2009，第18頁
45. ↑  Wright 2000，第36頁
46. ↑  Chesneau & Koleśnik 1979，第398頁
47. 1 2 3 4 5  《中国舰艇工业历史资料丛书》编辑部 1994，第928頁
48. 1 2  李孝悌 & 陈学然 2017，第228頁
49. ↑  陈悦 2009，第17頁
50. ↑  陈悦 2015，第35頁
51. 1 2 3  陈悦 2011，第215頁
52. 1 2  张恩东 2018，第297頁
53. 1 2 3 4  《中国舰艇工业历史资料丛书》编辑部 1994，第924頁
54. ↑  陈悦 2011，第217-218頁
55. ↑  陈悦 2011，第218頁
56. 1 2 3  陈悦 2011，第216頁
57. 1 2  《中国舰艇工业历史资料丛书》编辑部 1994，第935頁
58. 1 2 3 4 5 6  徐平, 胡珺 & 李强 2015，第295頁
59. ↑  陈悦 2011，第215-216頁
60. ↑  陈悦 2011，第220頁